# Teruki Miyamoto
Teruki Miyamoto (n. 26 decembrie 1940, Hiroshima, Japonia – d. 2 februarie 2000, Fukuoka, Japonia) a fost un fotbalist japonez.

## Statistici
| Japonia | Japonia | Japonia |
| An      | Meciuri | Goluri  |
| ------- | ------- | ------- |
| 1961    | 5       | 3       |
| 1962    | 7       | 1       |
| 1963    | 5       | 2       |
| 1964    | 2       | 0       |
| 1965    | 4       | 1       |
| 1966    | 5       | 3       |
| 1967    | 5       | 5       |
| 1968    | 4       | 0       |
| 1969    | 3       | 2       |
| 1970    | 12      | 1       |
| 1971    | 6       | 1       |
| Total   | 58      | 19      |